# Ел Аин
Ел Аин (арапски језик العين, ал-ʿаyн), познат и као Баштенски град због свог зеленила, други је по величини град у Емирату Абу Дабију и четврти у Уједињеним Арапским Емиратима. Град се налази око 160 километара источно од Абу Дабија и 120 километара јужно од Дубаија, у близини границе с Оманом. Аутопут који повезује градове Ал Аин, Абу Даби и Дубаи чини скоро правилан троугао са страницама дугим око 130 км.
Културна места Ел Аина (Хафит, Хили, Бида Бинт Сауд и оазе) су уписани на УНЕСКО-в Списак места Светске баштине у Азији и Аустралазији 2011. године као прва Светска баштина у УАЕ. Они чине серију локалитета који сведоче о трајном становању људи у пустињском подручју од неолита с више слојева праисторијских култура. Можда најзнаменитије су кружне камене гробнице (из око 2500. п. н. е.), као и бунари, палате и усправне зграде. Надаље, ови локалитети представљају раздобље људског друштва током преласка с ловачко-скупљачке културе у седелачку културу.
У Хилију се налазе једни од најстаријих примера комплексног система наводњавања, афлаџ, који датира из бронзано доба. Највећа кружна камена гробница има торањ висине 12 м и припада култури бронзаног доба Ум ан-Нар (2600—2000. п. н. е.) која се распростирала у данашњим УАЕ и Оману.
Ел Аин оаза је највећа у Ел Аину и у њој се налазе музеји Државни музеј Ел Аин и Музеј палате Ел Аин, а најпознатија је по афлаџу којим се наводњавају велики насади палми и оближње фарме. Јужно од њега налази се Спортски клуб Ел Аин, а југозападно Болница оазе.

## Галерија
- Панорама Ел Аина
- Афлаџ Ел Аин оазе
- Зелени Мубазарах
- Пут за Јабел Хафет
- Пустиња код Ел Аина
- Музеј у Ел Аину
- Оаза у Ел Аину
- Велика џамија у Ел Аину